# ウェストオーストラリアン (競走馬)
ウェストオーストラリアン（West Australian、1850年 - 1870年）は、イギリスの競走馬である。19世紀中ごろに活躍し、1853年に史上初となるイギリスクラシック三冠を達成した。ほかアスコットゴールドカップなどに勝利した。種牡馬としては失敗に終わったが直系子孫は残っている。

## 生涯
デビュー戦のクリテリオンステークスこそスピードザプロウの2着に敗れたが、次走グラスゴーステークスではスピードザプロウを破り雪辱した。ウェストオーストラリアンは抜群の勝負強さを持った馬で、特に馬体を合わせたときの勝負強さは目を見張るものがあった。そのため接戦が多かったが、2戦目以降一度も負けなかった。
3歳時は2000ギニー、エプソムダービー、セントレジャーステークスとも接戦ながら確実に勝利し、イギリスクラシック三冠を達成した。3歳時はこの3競走以外には単走しか出走していない。4歳時には当時古馬路線の最高峰であったアスコットゴールドカップもアタマ差で制し、2戦目からの10連勝で引退した。
引退後は種牡馬となったが、1歳上にストックウェルがいたこともあり成功はできなかった。代表産駒はオークスに勝ったサマーサイドである。他に不敗のバーカルダインを出したソロン、アメリカに輸出され種牡馬として成功したオーストラリアン等を出した。ソロンの直系子孫にハリーオン、オーストラリアンの直系子孫にマンノウォーがいる。

## 競走成績
- 1852年（2戦1勝）
  - グラスゴーステークス
- 1853年（5戦5勝）
  - エプソムダービー、セントレジャーステークス、2000ギニー
- 1854年（4戦4勝）
  - アスコットゴールドカップ、アスコットトリエニアルステークス

## 主な産駒
- サマーサイド（オークス）
- オーストラリアン（プロデュースステークス）
- ソロン（バーカルダイン、アービトレーターの父）
- ジョヌプレミア（ディアヌ賞）
- ザウィザード（2000ギニー）
- ルイブラス（バーデン大賞）

## 血統表
| West Australianの血統    | West Australianの血統                                                         | West Australianの血統                                                         | （血統表の出典）                                                              | （血統表の出典） |
| 父系                     | マッチェム系                                                                  | マッチェム系                                                                  | マッチェム系                                                                  | [ § 2 ]          |
| 父 Melbourne 1834 黒鹿毛 | 父の父Humphrey Clinker 1822 鹿毛                                              | Comus                                                                         | Sorcerer                                                                      | Sorcerer         |
| 父 Melbourne 1834 黒鹿毛 | 父の父Humphrey Clinker 1822 鹿毛                                              | Comus                                                                         | Houghton Lass                                                                 |                  |
| 父 Melbourne 1834 黒鹿毛 | 父の父Humphrey Clinker 1822 鹿毛                                              | Clinkerina                                                                    | Clinker                                                                       | Clinker          |
| 父 Melbourne 1834 黒鹿毛 | 父の父Humphrey Clinker 1822 鹿毛                                              | Clinkerina                                                                    | Pewett                                                                        |                  |
| 父 Melbourne 1834 黒鹿毛 | 父の母Cervantes Mare 1825 鹿毛                                                | Cervantes                                                                     | Don Quixote                                                                   | Don Quixote      |
| 父 Melbourne 1834 黒鹿毛 | 父の母Cervantes Mare 1825 鹿毛                                                | Cervantes                                                                     | Evelina                                                                       |                  |
| 父 Melbourne 1834 黒鹿毛 | 父の母Cervantes Mare 1825 鹿毛                                                | Golumpus Mare                                                                 | Golumpus                                                                      | Golumpus         |
| 父 Melbourne 1834 黒鹿毛 | 父の母Cervantes Mare 1825 鹿毛                                                | Golumpus Mare                                                                 | Paynator Mare                                                                 |                  |
| 母 Mowerina 1843 鹿毛    | 母の父Touchstone 1831 黒鹿毛                                                  | Camel                                                                         | Whalebone                                                                     | Whalebone        |
| 母 Mowerina 1843 鹿毛    | 母の父Touchstone 1831 黒鹿毛                                                  | Camel                                                                         | Selim Mare                                                                    |                  |
| 母 Mowerina 1843 鹿毛    | 母の父Touchstone 1831 黒鹿毛                                                  | Banter                                                                        | Master Henry                                                                  | Master Henry     |
| 母 Mowerina 1843 鹿毛    | 母の父Touchstone 1831 黒鹿毛                                                  | Banter                                                                        | Boadicea                                                                      |                  |
| 母 Mowerina 1843 鹿毛    | 母の母Emma 1824 栗毛                                                          | Whisker                                                                       | Waxy                                                                          | Waxy             |
| 母 Mowerina 1843 鹿毛    | 母の母Emma 1824 栗毛                                                          | Whisker                                                                       | Penelope                                                                      |                  |
| 母 Mowerina 1843 鹿毛    | 母の母Emma 1824 栗毛                                                          | Gibside Fairy                                                                 | Hermes                                                                        | Hermes           |
| 母 Mowerina 1843 鹿毛    | 母の母Emma 1824 栗毛                                                          | Gibside Fairy                                                                 | Vicissitude                                                                   |                  |
| 母系(F-No.)              | 7号族(FN:7-a)                                                                 | 7号族(FN:7-a)                                                                 | 7号族(FN:7-a)                                                                 | [ § 3 ]          |
| 5代内の近親交配          | Waxy M4×M5, Penelope M4×M5, Trumpator S5×M5, Sir Peter S5×S5, Termagant S5×S5 | Waxy M4×M5, Penelope M4×M5, Trumpator S5×M5, Sir Peter S5×S5, Termagant S5×S5 | Waxy M4×M5, Penelope M4×M5, Trumpator S5×M5, Sir Peter S5×S5, Termagant S5×S5 | [ § 4 ]          |
| 出典                     | 1. 2. 3. 4.                                                                   | 1. 2. 3. 4.                                                                   | 1. 2. 3. 4.                                                                   | 1. 2. 3. 4.      |